# Mandat (immobilier)
 (mai 2020).
Si vous disposez d'ouvrages ou d'articles de référence ou si vous connaissez des sites web de qualité traitant du thème abordé ici, merci de compléter l'article en donnant les références utiles à sa vérifiabilité et en les liant à la section « Notes et références ».
Pour les articles homonymes, voir Mandat.
Le mandat immobilier donné à un Agent immobilier / négociateur immobilier, est régi en France par la loi 70-9 du 2 janvier 1970, le décret du 20 juillet 1972 et l'arrêté du 15 septembre 1972.
Il existe 4 principaux types de mandats dans l'immobilier : mandat de vente, mandat de commercialisation, mandat d'acheter, et mandat de gestion locative. Pour toutes ventes immobilières par une agence, un mandat est obligatoire (loi Hoguet). Le mandat encadre et protège l'activité de l'agent immobilier et du négociateur immobilier et prévoit sa rémunération.

## Le mandat de vente
Un mandat de vente peut-être exclusif, co-exclusif, semi exclusif ou simple.
Si le ou les vendeurs font l'objet d'un démarchage à domicile[C'est-à-dire ?], ils bénéficient d’un délai de rétractation de 14 jours à compter de la signature de l'engagement.
- Le mandat simple permet au propriétaire de confier la vente de son bien à plusieurs professionnels. Ce type de mandat lui permet aussi de vendre par lui-même. Cependant, le bien peut se retrouver en vente à différents prix selon la commission prise par les professionnels et les acheteurs peuvent penser que c'est un bien qui a du mal à se vendre.
- Le mandat exclusif confie à un seul professionnel la mise en vente du bien immobilier. Depuis novembre 2016, le mandat exclusif peut être dénoncé au bout de trois mois à n'importe quel moment et avec un préavis de quinze jours[2]. Même s'il comporte des inconvénients comme l'impossibilité pour le propriétaire de confier son bien à un autre professionnel ou de traiter lui-même la vente, le mandat exclusif comporte aussi des avantages. Il permet de n'avoir qu'un seul interlocuteur sur la vente du bien, à un seul prix. Le bien devient alors un bien rare et est en général mieux mis en valeur par le professionnel (panneau, affichage en vitrine, flyers et diffusion massive sur des sites web importants ou des revues spécialisées avec la mention Exclusif). Celui-ci étant seul sur l'affaire et avec des honoraires en général un peu plus élevés, il s'impliquera plus dans la vente du bien. La vente est en général réalisée sous une moyenne de trois mois contre le double pour un mandat simple[3].
- Le mandat co-exclusif confie à un nombre limité et connu de professionnels la mise en vente d'un bien. Ce type de mandat engage les propriétaires à vendre par l’une des agences de la co-exclusivité ou à les dédommager pour un montant équivalent à la commission. La rémunération peut-être répartie entre les agences sans nécessairement que ces dernières aient finalisé la vente.
- Le mandat semi-exclusif, tout comme l'exclusif, confie à un seul professionnel la mise en vente du bien immobilier. Mais contrairement à l’exclusivité, le propriétaire garde la faculté de vendre directement par lui-même. Dans ce cas, selon l’accord passé avec le professionnel mandataire, les honoraires peuvent être dus en partie. En l’absence de clause et si le vendeur traite lui-même la transaction, il peut ne devoir aucun honoraire ni dédommagement.

Ces mandats sont donnés pour une période déterminée, le plus souvent trois mois irrévocables, mais renouvelables par tacite reconduction pour douze à vingt-quatre mois. Ils deviennent alors dénonciables à tout moment avec un préavis de quinze jours par lettre recommandée avec accusé de réception. La jurisprudence est constante en la matière: quelle que soit la forme d'un mandat, celui-ci est frappé de nullité s'il ne comporte pas de durée bornée. Dans le cadre d'un mandat reconduit par tacite reconduction, ladite durée doit être renouvelée pour une période limitée, en général d'une année.

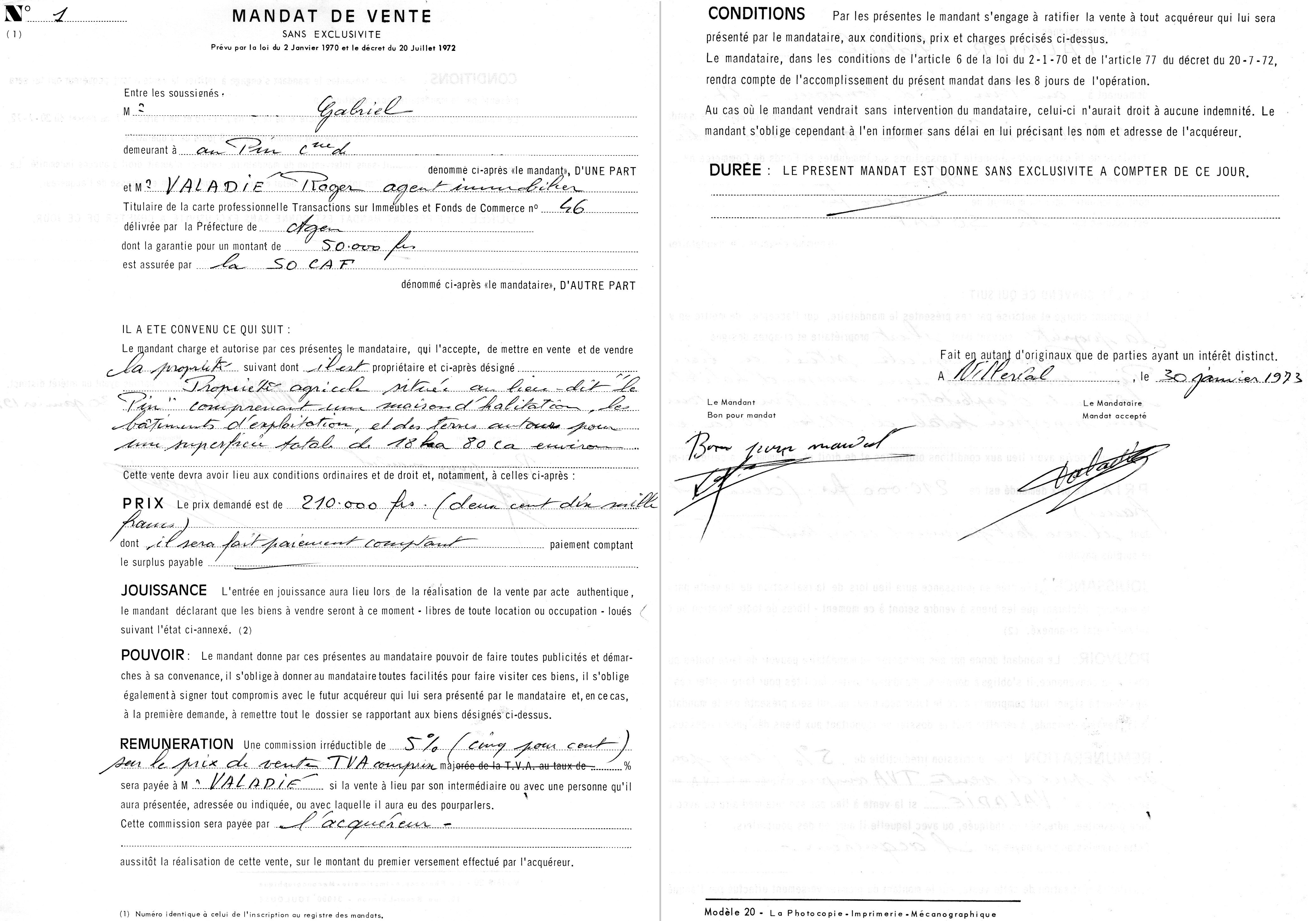
Voici le double d'un mandat de vente loi 70-9 du 2 janvier 1970, régi par le décret du 20 juillet 1972 et l'arrêté du 15 septembre 1972 provenant de l'Agence Immobilière Valadié. Ce document évoque le caractère historique de cette ordonnance car il est un exemple de mandat de vente no 1 inscrit dans le registre des mandats au lendemain de la mise en application de la loi Hoguet.

## Le mandat de commercialisation
Un mandat de commercialisation peut-être exclusif, co-exclusif, semi exclusif ou simple.
• Le mandat de commercialisation, généralisé par les constructeurs immobiliers, confère au mandataire le pouvoir de commercialiser un bien, et plus généralement un groupe de biens, au sein d'un programme de vente en état futur d'achèvement (VEFA), en cours de construction, ou récemment achevé. Ce mandat ne permet généralement pas au mandataire d'accepter des offres d'achats pour le compte du mandant, sauf accord express entre les parties.

## Le mandat d'acheter
Le mandat d'acheter (ou mandat (de) recherche ou d'achat) est confié par un acquéreur selon ses critères à un ou plusieurs mandataires. Il a l'avantage de renverser la commission de l'agence à la charge de l'acquéreur.

## Le mandat de gestion locative
Le mandat de gestion locative est confié par un propriétaire de biens immobiliers à une agence spécialisée dans la gestion locative dans le but de lui faire gérer ses biens. L'agence peut alors être chargée (selon les conditions énoncées dans le mandat) de rechercher des locataires, d'envoyer les avis d'échéances, d'envoyer les quittances de loyer et de percevoir les loyers avant de les rétribuer au propriétaire. Dans ce type de mandat devront être obligatoirement précisées la méthode de suivi des comptes, le montant des honoraires de gestion courante ainsi que d'éventuels frais supplémentaires.

## Le mandat de syndic de copropriété
Le mandat de syndic est le contrat qui autorise le syndic à représenter le syndicat des copropriétaires durant l'année. Il doit être inclus dans la convocation d'assemblée générale. Il est présenté et doit faire l'objet d'un vote à la majorité de l'article 25 (la majorité de tous les copropriétaires pour un premier vote). L'assemblée générale doit mandater le président de séance pour signer ce contrat. À compter de ce vote, le nouveau contrat est adopté et est opposable aux copropriétaires.
Ce mandat et la loi fixe le cadre de la gestion des copropriétés, sa durée, le coût et l'étendue des prestations. Le prix de ces prestations est libre mais de plus en plus encadré par la législation (arrêté Novelli) et surveillé par les associations comme L'ARC ou la CLCV qui dénoncent souvent des abus.

## Obligations
Tous les types de mandats confèrent aux mandants et aux mandataires des droits et des obligations.
Obligations du mandant : fournir toutes les pièces pouvant concourir à la bonne commercialisation de l'immeuble (titre de propriété, plan, clé, notice descriptive...)
Obligation du mandataire : mettre en œuvre toutes les démarches nécessaires à la réalisation de la transaction (activation de son réseau, prospection...)

### Mentions obligatoires
- noms des propriétaires (mandat de vente) ou des futurs acquéreurs (mandat de recherche)
- date et lieu de naissance
- régime de mariage
- statut de la société
- désignation du bien vendu ou recherché
- prix maximum pour une recherche
- honoraires (en chiffre ou pourcentage, TTC ou HT)
- type et la durée du mandat, ses conditions d'annulation et ses implications.
- clauses particulières
- date
- lieu de signature du contrat
- numéro de la carte professionnelle
- montant de la garantie financière
- nom et les coordonnées de l'organisme de garantie
- nombre de mots, chiffres ou lignes rayés comme nuls
- numéro du mandat (en correspondance avec le registre)
- les honoraires de l'agence doivent être inscrits à la charge du mandant ou de l’acquéreur dans le mandat de vente.

Il doit aussi y avoir autant de copies du mandat qu'il y a de parties (personnes impliquées), toutes avec une signature originale.
L'affichage du prix sur un mandat de vente ou de commercialisation n’est pas obligatoire.